# ولگاباس
ولگاباس (انگلیسی: Volgabus) شرکت اتوبوس‌سازی روس است، که در سالر۱۹۹۳ تأسیس شد.